# Beloniscus tuberculatus
Beloniscus tuberculatus is een hooiwagen uit de familie Beloniscidae. De wetenschappelijke naam van Beloniscus tuberculatus gaat terug op Roewer.